# Nekrolog 2. Quartal 1942
Nekrolog
◄◄
| ◄
| 1938
| 1939
| 1940
| 1941
| 1942 | 1943 | 1944 | 1945 | 1946 | ► | ►►
1. Quartal |
2. Quartal |
3. Quartal |
4. Quartal 1942
Weitere Ereignisse | Allgemeiner Nekrolog 1942
Die Beschreibung der verstorbenen Person sollte so kurz wie möglich gehalten sein und nur deren signifikante Tätigkeit(en) enthalten.
Neue Namen ggf. auch unter dem Geburts- und Sterbedatum, also etwa unter 1. Januar und im Geburts- und Sterbejahr (2024) eintragen (nur bei entsprechender großer Wichtigkeit). Für Beispiele siehe die schon vorhandenen Artikel.
Außerdem über die fünf zuletzt Verstorbenen, zu denen es einen ausreichend guten Artikel für eine Präsentation auf der Hauptseite gibt, nach der todesbedingten Überarbeitung der Artikel ggf. auch unter Wikipedia Diskussion:Hauptseite informieren und sie am besten auch in den anderen Wikipedia-Sprachversionen eintragen. Tipp: Regelmäßig bei news.google.de nach „ist tot“, „gestorben“ oder „verstorben“ suchen.
Wenn eine Person gestorben ist, gibt es viele Seiten zu dieser Person in der Wikipedia, die davon auch betroffen sind und entsprechend aktualisiert werden müssen. Beispiele: Namenübersichtsseite, Geburtsjahr, Geburtsort-Seiten und viele mehr.
Wie finde ich die betroffenen Seiten?
Im Suchfeld auf der linken Seite gibt man den Suchbegriff so ein: „Vorname Nachname“. Dann klickt man auf Volltext und alle Seiten mit entsprechendem Suchtext werden aufgerufen. Hier sieht man dann schnell, wo auch das Todesjahr Sinn macht oder sogar ein Teil des Artikels angepasst werden muss. Auch hilft das „Werkzeug“ auf der linken Seite sehr gut, um solche Seiten aufzufinden: „Links auf diese Seite“. Somit ist die Wikipedia wieder aktuell in allen Bereichen! Hinweis: bei Eintragung der Kategorie „Gestorben JAHR“ wird der Missbrauchsfilter 49 ausgelöst, was jedoch nicht schlimm ist. Siehe: Spezial:Missbrauchsfilter/49
Dies ist eine Liste von im zweiten Quartal 1942 verstorbenen bekannten Persönlichkeiten. Die Einträge erfolgen innerhalb der einzelnen Daten alphabetisch sortiert. Tiere sind im Nekrolog für Tiere zu finden.

## April
| Tag       | Name                                   | Beruf, bekannt als                                                                     | Alter | Beleg |
| --------- | -------------------------------------- | -------------------------------------------------------------------------------------- | ----- | ----- |
| 1. April  | Karl Höhn                              | deutscher Unternehmer                                                                  | 61    |       |
| 1. April  | Diego Petriccione                      | italienischer Journalist, Kunstkritiker und Dramatiker                                 | 74    |       |
| 1. April  | Agnes Speyer                           | österreichische Malerin, Graphikerin und Bildhauerin                                   | 66    |       |
| 1. April  | Albert Wehrhahn                        | deutscher Pädagoge, Wegbereiter des Hilfsschul- und Sonderschulwesens                  | 93    |       |
| 2. April  | Constantin von Altrock                 | preußischer Generalleutnant, Schriftleiter des Militär-Wochenblattes                   | 80    |       |
| 2. April  | Édouard Estaunié                       | französischer Schriftsteller und Homme de lettres                                      | 80    |       |
| 2. April  | Fritz Fabian                           | deutscher Jurist, Rechtsanwalt und Holocaustopfer                                      | 67    |       |
| 2. April  | Curt Herfurth                          | deutscher Architekt                                                                    | 61    |       |
| 2. April  | Matti Markkanen                        | finnischer Turner                                                                      | 54    |       |
| 2. April  | Kostjantyn Mazijewytsch                | ukrainischer Agrarwissenschaftler, Politiker und Diplomat                              | 68    |       |
| 2. April  | Carl Seitz                             | deutscher Mediziner und Pädiater                                                       | 84    |       |
| 3. April  | Paul Gilson                            | belgischer Komponist                                                                   | 76    |       |
| 3. April  | Fritz Holl                             | deutscher Schauspieler, Regisseur und Intendant                                        | 58    |       |
| 3. April  | René Lunden                            | belgischer Bobsportler                                                                 | 39    |       |
| 3. April  | Heinrich Johann Wilhelm Mensching      | deutscher Landwirt und Politiker                                                       | 75    |       |
| 3. April  | Nikolai Leonidowitsch Meschtscherjakow | russischer Schriftsteller, Publizist und Revolutionär                                  | 77    |       |
| 3. April  | Wilhelm Schuster                       | deutscher Ornithologe                                                                  | 61    |       |
| 3. April  | Albert Siklós                          | ungarischer Komponist                                                                  | 63    |       |
| 3. April  | Gustav Sule                            | estnischer Leichtathlet                                                                | 31    |       |
| 3. April  | Kasia von Szadurska                    | deutsche Malerin und Grafikerin                                                        | 56    |       |
| 4. April  | Wilhelm Hoffmann                       | deutscher Politiker (SPD, USPD), MdR                                                   | 65    |       |
| 4. April  | Ludwig Wiesinger                       | deutscher Kaufmann und Politiker, MdHB, Hamburger Senator                              | 82    |       |
| 5. April  | Ludwig Essinger                        | deutscher Arzt jüdischen Glaubens                                                      | 61    |       |
| 5. April  | Alois Kolb                             | deutsch-österreichischer Radierer und Maler                                            | 67    |       |
| 5. April  | Wassyl Patschowskyj                    | galizisch-ukrainischer Schriftsteller, Philosoph und Historiker                        | 64    |       |
| 6. April  | Enella Benedict                        | US-amerikanische Landschaftsmalerin                                                    | 83    |       |
| 6. April  | Arthur Hammer                          | deutscher KPD-Funktionär und Gewerkschafter (UdHuk)                                    | 57    |       |
| 6. April  | Richard Sahla                          | deutscher Springreiter                                                                 | 41    |       |
| 7. April  | Olga Benario-Prestes                   | deutsch-brasilianische Widerstandskämpferin im Zweiten Weltkrieg                       | 34    |       |
| 7. April  | Karl Caesar                            | deutscher Architekt und Hochschullehrer                                                | 67    |       |
| 7. April  | Jenny Fleischer-Alt                    | deutsch-ungarische Opernsängerin (Sopran)                                              | 78    |       |
| 7. April  | Franz Scheidies                        | deutscher Offizier, zuletzt Generalmajor im Zweiten Weltkrieg                          | 52    |       |
| 7. April  | Ewald Schulz                           | deutscher Musikdirektor                                                                | 86    |       |
| 8. April  | Joseph Benedict Engl                   | deutscher Physiker und Tonfilmpionier                                                  | 48    |       |
| 8. April  | Hans Bernhard                          | Schweizer Geograph, Agrarwissenschaftler und Politiker                                 | 53    |       |
| 8. April  | Richard Hohenemser                     | deutscher Musikwissenschaftler                                                         | 71    |       |
| 8. April  | Arthur Housman                         | US-amerikanischer Schauspieler                                                         | 52    |       |
| 8. April  | Karl Liebleitner                       | österreichischer Pädagoge, Chormeister und Volksliedforscher                           | 83    |       |
| 8. April  | Karl August Ludwig Mercker             | deutscher Theologe                                                                     | 79    |       |
| 8. April  | Alfred Mombert                         | deutscher Schriftsteller und Lyriker                                                   | 70    |       |
| 8. April  | Manlio Pastorini                       | italienischer Turner                                                                   | 62    |       |
| 8. April  | Fritz Straus                           | deutscher Chemiker                                                                     | 65    |       |
| 9. April  | Wilhelm Christiaan Constant Bleckmann  | niederländischer Kunstmaler, Illustrator und Zeichner                                  | 89    |       |
| 9. April  | Ella Iranyi                            | österreichische Grafikerin und Malerin                                                 | 54    |       |
| 10. April | Franz Blum                             | österreichischer Bildhauer                                                             | 28    |       |
| 10. April | Emil Faktor                            | deutscher Theaterkritiker und Redakteur                                                | 65    |       |
| 10. April | Simon Orlik                            | österreichischer Schwimmer                                                             | 65    |       |
| 10. April | Carl Schenstrøm                        | dänischer Filmschauspieler                                                             | 60    |       |
| 11. April | James Bede                             | US-amerikanischer Politiker                                                            | 86    |       |
| 11. April | Julius Bode                            | deutscher Pastor und Politiker                                                         | 65    |       |
| 11. April | August Boeckh                          | deutscher Obergeneralarzt                                                              | 83    |       |
| 11. April | Gaspar Camps i Junyent                 | spanischer Plakatkünstler                                                              | 67    |       |
| 11. April | Hans Deutschmann                       | deutscher Segelflugpionier, Testpilot und Ingenieur                                    | 30    |       |
| 11. April | Ewald von Lochow                       | preußischer General der Infanterie                                                     | 87    |       |
| 11. April | Henry Prunières                        | französischer Musikologe                                                               | 55    |       |
| 12. April | Johannes Evert Hendrik Akkeringa       | niederländischer Landschafts- und Stilllebenmaler                                      | 81    |       |
| 12. April | Gustav Adolf Bernd                     | deutscher Bildhauer und Steinmetz                                                      | 72    |       |
| 12. April | Marco Brociner                         | österreichischer Journalist und Schriftsteller                                         | 89    |       |
| 12. April | Karl Halb                              | österreichischer Hotelier und Politiker (LdB), MdL (Burgenland)                        | 54    |       |
| 12. April | Julia McMordie                         | britische Politikerin (Ulster Unionist Party) und Philanthropin                        | 82    |       |
| 12. April | August Milbrecht                       | deutscher Landwirt und Politiker                                                       | 77    |       |
| 12. April | Albert Reich                           | deutscher Maler, Grafiker, Zeichner und Illustrator                                    | 61    |       |
| 12. April | Otto Rub                               | deutscher Schauspieler, Regisseur, Burgschauspieler und Historiker                     | 86    |       |
| 13. April | Hans Blum                              | deutscher Maler                                                                        | 84    |       |
| 13. April | Julija Nikolajewna Dansas              | russische Historikerin, Religionswissenschaftlerin, Publizistin                        | 63    |       |
| 13. April | Hermann von Dresler und Scharfenstein  | deutscher General der Infanterie                                                       | 84    |       |
| 13. April | Adolf Geck                             | deutscher Politiker (SPD, USPD), MdR                                                   | 88    |       |
| 13. April | Leopold Gawanda                        | österreichisch-deutscher Jurist und Politiker (NSDAP)                                  | 52    |       |
| 13. April | Maria Ida Adriana Hoogendijk           | niederländische Zeichnerin, Radiererin, Lithografin und Malerin                        | 67    |       |
| 13. April | Ignaz Machauf                          | österreichisches Opfer der Shoa                                                        | 60    |       |
| 13. April | John Cecil Noël                        | britischer Militär und Automobilrennfahrer                                             | 35    |       |
| 13. April | Victor Schamoni                        | deutscher Kunsthistoriker                                                              | 40    |       |
| 13. April | Anton Schmid                           | österreichischer Feldwebel, Gerechter unter den Völkern                                | 42    |       |
| 13. April | August Silber                          | estnischer Fußballnationalspieler                                                      | 46    |       |
| 13. April | Henk Sneevliet                         | niederländischer Politiker, Journalist, Gewerkschaftsführer und Antifaschist           | 58    |       |
| 14. April | Gerhard Berthold                       | deutscher Generalleutnant im Zweiten Weltkrieg                                         | 51    |       |
| 14. April | Bjørn Bjørnson                         | norwegischer Schauspieler, Regisseur, Dramatiker und Theaterintendant                  | 82    |       |
| 14. April | Paul Bourillon                         | französischer Radrennfahrer                                                            | 64    |       |
| 14. April | Henry Bruckner                         | US-amerikanischer Politiker                                                            | 70    |       |
| 14. April | Wilhelm Fabricius                      | deutscher Bibliothekar und Historiker                                                  | 84    |       |
| 14. April | Fritz Huber                            | deutscher Traktorenkonstrukteur                                                        | 61    |       |
| 14. April | Marcel Weinum                          | französischer Widerstandskämpfer gegen den Nationalsozialismus                         | 18    |       |
| 15. April | Max Bayrhammer                         | deutscher Schauspieler                                                                 | 74    |       |
| 15. April | Alejandro Fuenzalida Grandón           | chilenischer Jurist, Bibliograf und Historiker                                         | 76    |       |
| 15. April | Hugh S. Johnson                        | US-amerikanischer General                                                              | 59    |       |
| 15. April | José Moreno Carbonero                  | spanischer Maler                                                                       | 82    |       |
| 15. April | Robert Musil                           | österreichischer Schriftsteller und Theaterkritiker                                    | 61    |       |
| 15. April | Joshua Pim                             | irischer Tennisspieler                                                                 | 72    |       |
| 16. April | Alexandra von Sachsen-Coburg und Gotha | Mitglied der britischen Königsfamilie und durch Heirat Fürstin zu Hohenlohe-Langenburg | 63    |       |
| 16. April | Siegfried Bergengruen                  | deutschbaltischer Journalist und Schriftsteller                                        | 42    |       |
| 16. April | Arthur Bloch                           | Schweizer Mordopfer                                                                    |       |       |
| 16. April | Wilhelm Michel                         | deutscher Schriftsteller                                                               | 64    |       |
| 16. April | Fritz Springorum                       | deutscher Manager und Politiker (DNVP, NSDAP), MdR                                     | 55    |       |
| 17. April | Renward Brandstetter                   | schweizerischer Sprachwissenschaftler                                                  | 81    |       |
| 17. April | Carl von Frese                         | deutscher Verwaltungsbeamter und Landrat                                               | 81    |       |
| 17. April | Alfred Hertz                           | US-amerikanischer Dirigent deutscher Herkunft                                          | 69    |       |
| 17. April | Sam Hollis                             | englischer Fußballtrainer                                                              |       |       |
| 17. April | Archibald Johnson Neilson              | irischer Schachspieler                                                                 |       |       |
| 17. April | Jean-Baptiste Perrin                   | französischer Physiker                                                                 | 71    |       |
| 17. April | Hans Karl Rosenberg                    | deutscher Pädagoge an der Pädagogischen Akademie Bonn                                  | 50    |       |
| 17. April | Jacob Schapiro                         | ukrainischer Börsenspekulant                                                           | 56    |       |
| 17. April | Carlo Schönhaar                        | deutscher Widerstandskämpfer                                                           | 17    |       |
| 17. April | Hermann Schröder                       | deutscher Zahnmediziner                                                                | 66    |       |
| 17. April | Rafael Yela Günther                    | guatemaltekischer Bildhauer und Maler                                                  | 53    |       |
| 18. April | Leonid Iwanowitsch Kubbel              | russischer Schachkomponist                                                             | 50    |       |
| 18. April | Erich Carl Mayer                       | deutscher Zigarrenfabrikant                                                            | 63    |       |
| 18. April | Aleksander Mitt                        | estnischer Eisschnellläufer                                                            | 39    |       |
| 18. April | Edgar Pröbster                         | deutscher Diplomat und Orientalist                                                     | 62    |       |
| 18. April | Boris Petrowitsch Weinberg             | russischer Physiker, Glaziologe und Hochschullehrer                                    | 70    |       |
| 18. April | Gertrude Vanderbilt Whitney            | US-amerikanische Bildhauerin und Kunstmäzenin                                          | 67    |       |
| 19. April | Louis Cons                             | US-amerikanischer Romanist französischer Herkunft                                      | 62    |       |
| 19. April | Wilhelm Guckes                         | Bürgermeister und Abgeordneter                                                         | 64    |       |
| 19. April | Sophie Haemmerli-Marti                 | Schweizer Mundartdichterin                                                             | 74    |       |
| 19. April | Julius Hanauer                         | deutscher Bibliothekar und Esperantist                                                 | 69    |       |
| 20. April | Vernon Orlando Bailey                  | US-amerikanischer Naturforscher und Mammaloge                                          | 77    |       |
| 20. April | Ludwig Berwald                         | österreichischer Mathematiker böhmischer Herkunft                                      | 58    |       |
| 20. April | Carl von Coerper                       | deutscher Admiral                                                                      | 87    |       |
| 20. April | Heinrich Diederichsen                  | deutscher Reeder und Werftbesitzer                                                     | 76    |       |
| 20. April | Hans Hagel                             | rumänischer Mundartforscher, Volkskundler, Chefredakteur und Publizist                 | 54    |       |
| 20. April | Jüri Jaakson                           | estnischer Politiker                                                                   | 72    |       |
| 20. April | Julius Pohlig junior                   | deutscher Maschinenbauingenieur und Unternehmer                                        | 71    |       |
| 20. April | Alexander Werth                        | deutscher Vizeadmiral der Kriegsmarine                                                 | 62    |       |
| 21. April | Otto Graunke                           | niederdeutscher Schriftsteller                                                         | 81    |       |
| 21. April | Bernhard Kampffmeyer                   | sozialistischer Publizist und Aktivist                                                 | 74    |       |
| 21. April | Raymond Petit                          | luxemburgischer Student und Widerstandskämpfer                                         | 22    |       |
| 21. April | Max Popiersch                          | deutscher Mediziner und erster SS-Standortarzt im KZ Auschwitz                         | 48    |       |
| 22. April | Erich Albrecht                         | deutscher Fußballspieler                                                               | 53    |       |
| 22. April | Carl Dorno                             | deutscher Naturforscher                                                                | 76    |       |
| 22. April | Rudolf Höckner                         | deutscher Maler                                                                        | 77    |       |
| 22. April | Lili Hutterstrasser-Scheidl            | österreichische Komponistin                                                            | 59    |       |
| 22. April | J. Graham Kenion                       | britischer Segler                                                                      | 70    |       |
| 22. April | Georg Mannheimer                       | Journalist und Schriftsteller                                                          | 54    |       |
| 22. April | Fritz Platten                          | Schweizer Kommunist                                                                    | 58    |       |
| 22. April | Alexander Pöschl                       | österreichischer Volksliedsammler                                                      | 77    |       |
| 23. April | Raymond Wilson Chambers                | britischer Schriftsteller, Hochschullehrer und Bibliothekar                            | 67    |       |
| 23. April | Werner Drück                           | preußischer Verwaltungsbeamter und Landrat                                             | 32    |       |
| 23. April | Óscar E. Duplán                        | mexikanischer Botschafter                                                              | 52    |       |
| 23. April | Pjotr Petrowitsch Lasarew              | russischer Physiker, Geophysiker, Biophysiker und Hochschullehrer                      | 64    |       |
| 23. April | Ilja Leontjewitsch Rabinowitsch        | russisch-sowjetischer Schachmeister                                                    | 50    |       |
| 23. April | Julie Virginie Scheuermann             | deutsche Lyrikerin und Malerin, Übersetzerin und Autorin                               | 64    |       |
| 24. April | August Baudert                         | deutscher Publizist und Politiker (SPD), MdR                                           | 81    |       |
| 24. April | Louis Bernacchi                        | australisch-britischer Physiker, Astronom und Polarforscher                            | 65    |       |
| 24. April | Jack Blackburn                         | US-amerikanischer Boxer und Boxtrainer                                                 | 59    |       |
| 24. April | Camille du Gast                        | französische Sportlerin, Musikerin, Forscherin und Feministin                          | 73    |       |
| 24. April | Leonid Alexejewitsch Kulik             | russischer Mineraloge                                                                  | 58    |       |
| 24. April | Lucy Maud Montgomery                   | kanadische Schriftstellerin                                                            | 67    |       |
| 24. April | Egon Parbo                             | estnischer Fußball- und Basketballspieler                                              | 32    |       |
| 24. April | Fryco Rocha                            | niedersorbischer Lehrer, Schriftsteller und Volksdichter                               | 79    |       |
| 24. April | Hjalmar Saxtorph                       | dänischer Schwimmer                                                                    | 59    |       |
| 24. April | Karl Schneller                         | österreichischer General und Schriftsteller                                            | 64    |       |
| 24. April | Alfred Sternthal                       | Dermatologe und Strahlentherapeut in Braunschweig                                      | 79    |       |
| 24. April | Willibald Wolfsteiner                  | 33. Abt der Benediktinerabtei Ettal                                                    | 86    |       |
| 25. April | Themistocles Gluck                     | deutscher Arzt und Chirurg                                                             | 88    |       |
| 25. April | Paul Kornfeld                          | deutscher Dramaturg und Schriftsteller                                                 | 52    |       |
| 25. April | Karl Kutzbach                          | deutscher Maschinenbauingenieur                                                        | 67    |       |
| 25. April | Felix Milleker                         | deutsch-ungarischer Pädagoge, Musealkustos, Historiker, Heimatforscher und Herausgeber | 84    |       |
| 25. April | Georg Singer                           | deutscher Politiker (KPD)                                                              | 43    |       |
| 26. April | Romà Forns                             | spanischer Fußballspieler und -trainer                                                 |       |       |
| 26. April | Käthe Loewenthal                       | deutsche Malerin und NS-Opfer                                                          | 64    |       |
| 27. April | Julian Ashton                          | australischer Porträt- und Landschaftsmaler, Gründer der Julian Ashton Art School      | 91    |       |
| 27. April | Heinrich Burger                        | Eiskunstläufer                                                                         | 60    |       |
| 27. April | Jaroslav Dobrovolský                   | tschechischer Lehrer, Maler, Grafiker, und Politiker                                   | 46    |       |
| 27. April | Emil von Sauer                         | deutscher Komponist, Pianist und Musikpädagoge                                         | 79    |       |
| 28. April | Konrad Falke                           | Schweizer Schriftsteller                                                               | 62    |       |
| 28. April | Emil Flusser                           | jüdischer Kinderarzt und Friedensaktivist                                              | 53    |       |
| 28. April | Geoffrey Theodore Garratt              | britischer Journalist und Publizist                                                    | 53    |       |
| 28. April | Hermann Henking                        | deutscher Zoologe und Entwicklungsbiologe                                              | 83    |       |
| 28. April | Rudolf Kargl                           | österreichischer Maler                                                                 | 64    |       |
| 28. April | U. V. Swaminatha Iyer                  | tamilischer Philologe                                                                  | 87    |       |
| 29. April | Louis Enders                           | deutsch-schwedischer Architekt                                                         | 86    |       |
| 29. April | James Young                            | US-amerikanischer Politiker                                                            | 75    |       |
| 30. April | Joseph Charles Arthur                  | US-amerikanischer Botaniker                                                            | 92    |       |
| 30. April | Arthur Blaustein                       | deutscher Jurist, Nationalökonom und Hochschullehrer                                   | 63    |       |
| 30. April | Robert Everts                          | belgischer Diplomat                                                                    | 66    |       |
| 30. April | Albert Luig                            | deutscher Komponist von E-Musik                                                        | 36    |       |
| 30. April | Franz Nissl                            | österreichischer Unternehmer                                                           | 89    |       |
| 30. April | Alexander Sidorowitsch Schapowalow     | russischer Metallarbeiter, Revolutionär und Autor                                      | 70    |       |
| 30. April | Sándor Sztranyavszky                   | ungarischer Politiker, Minister und Präsident des Abgeordnetenhauses                   | 59    |       |
| 30. April | Leonie Taliansky                       | österreichische Theater- und Stummfilmschauspielerin                                   | 67    |       |
| 30. April | Albert Tonak                           | deutscher SS-Führer                                                                    | 36    |       |
|           | Paul Léon                              | polnisch-französischer Soziologe und Sekretär von James Joyce                          |       |       |
|           | Marianne Schmidl                       | österreichische Ethnologin und Bibliothekarin                                          | 51    |       |

## Mai
| Tag     | Name                                | Beruf, bekannt als | Alter | Beleg |
| ------- | ----------------------------------- | --- | ----- | ----- |
| 1. Mai  | Albert Biecker                      | deutscher Offizier | 44    |       |
| 1. Mai  | Georg von Eucken-Addenhausen        | deutscher Jurist und Politiker | 86    |       |
| 1. Mai  | Paul Legband                        | deutscher Regisseur und Bühnenbildner                                                                                                   | 65    |       |
| 1. Mai  | Balthasar Schmitt                   | deutscher Bildhauer, Medailleur und Hochschullehrer                                                                                     | 83    |       |
| 1. Mai  | Hobbe Smith                         | niederländischer Maler, Aquarellist, Radierer und Lithograf                                                                             | 79    |       |
| 2. Mai  | Karl Heinz Bremer                   | deutscher Romanist | 30    |       |
| 2. Mai  | Hugo Röttcher                       | deutscher Architekt | 63    |       |
| 2. Mai  | Heinrich Schröder                   | deutscher Maler | 60    |       |
| 2. Mai  | John Weir Troy                      | US-amerikanischer Politiker | 73    |       |
| 2. Mai  | James Vibert                        | Schweizer Bildhauer | 69    |       |
| 3. Mai  | Brancaleone Cugusi                  | italienischer Maler | 38    |       |
| 3. Mai  | Otto von Gruber                     | deutscher Geodät | 57    |       |
| 3. Mai  | Jan Mekel                           | niederländischer Hochschullehrer und Widerständler gegen die deutsche Besatzung während des Zweiten Weltkriegs                          | 50    |       |
| 3. Mai  | Alfred Olivet                       | Schweizer Architekt | 79    |       |
| 3. Mai  | Jānis Rozītis                       | lettischer Fußballspieler | 29    |       |
| 3. Mai  | Richard Schoemaker                  | niederländischer Architekt, Säbelfechter, Hochschullehrer und Widerständler gegen die deutsche Besatzung während des Zweiten Weltkriegs | 55    |       |
| 3. Mai  | Albert Simonson                     | deutscher Reichsgerichtsrat | 87    |       |
| 3. Mai  | Thorvald Stauning                   | dänischer sozialdemokratischer Politiker und Staatsmann                                                                                 | 68    |       |
| 3. Mai  | Pierre Versteegh                    | niederländischer Dressurreiter, Soldat und Widerstandskämpfer                                                                           | 53    |       |
| 3. Mai  | Gertrude Würzburger                 | deutsche Musikpädagogin und Pianistin                                                                                                   | 52    |       |
| 4. Mai  | Alexander Falzmann                  | polnischer evangelischer Geistlicher und langjähriger Pfarrer von Zgierz                                                                | 54    |       |
| 4. Mai  | Peter Heut                          | deutsch-russischer römisch-katholischer Geistlicher und Märtyrer                                                                        |       |       |
| 4. Mai  | Emil Kloth                          | deutscher Gewerkschafter und Nationalist                                                                                                | 77    |       |
| 4. Mai  | Fritz von Loßberg                   | deutscher General der Infanterie der Reichswehr                                                                                         | 74    |       |
| 4. Mai  | Julian Milejski                     | polnischer Zwangsarbeiter und NS-Opfer                                                                                                  | 20    |       |
| 4. Mai  | Leopold Plaschkes                   | österreichischer Politiker | 58    |       |
| 4. Mai  | Berta Rosin                         | Schweizer Pädagogin und Schriftstellerin                                                                                                | 67    |       |
| 4. Mai  | Victor Toyka                        | deutscher Industrieller | 66    |       |
| 4. Mai  | Jules-Émile Zingg                   | französischer Maler, Zeichner und Grafiker                                                                                              | 59    |       |
| 5. Mai  | Antonie Albert                      | deutsche Kunstsammlerin | 88    |       |
| 5. Mai  | Iwan Alexejewitsch Kablukow         | sowjetischer Chemiker | 84    |       |
| 5. Mai  | William Mackenzie, 1. Baron Amulree | britischer Jurist und Politiker, Peer                                                                                                   | 81    |       |
| 5. Mai  | Edmund Speyer                       | deutscher Chemiker | 63    |       |
| 5. Mai  | Minna Villain                       | deutsche Widerstandskämpferin | 50    |       |
| 6. Mai  | Karl Bauer                          | deutscher Maler, Grafiker und Schriftsteller                                                                                            | 73    |       |
| 6. Mai  | Ernst Ehrenbaum                     | deutscher Biologe | 80    |       |
| 6. Mai  | Kathleen Honora Greatorex           | US-amerikanische Malerin und Illustratorin                                                                                              | 90    |       |
| 6. Mai  | Hasan Kikić                         | bosnischer Schriftsteller | 36    |       |
| 7. Mai  | Meta Abramczyk                      | Sekretärin der Berliner Secession und Kunstsammlerin                                                                                    | 66    |       |
| 7. Mai  | Agustín Aguirre y Ramos             | mexikanischer Geistlicher, Bischof von Sinaloa                                                                                          | 75    |       |
| 7. Mai  | Heinrich Brody                      | Großrabbiner in Prag, Literaturwissenschaftler und Herausgeber                                                                          | 73    |       |
| 7. Mai  | Teodor Buchholz                     | polnisch-russischer Maler des Realismus                                                                                                 | 84    |       |
| 7. Mai  | Fritz Crzellitzer                   | deutscher Architekt | 65    |       |
| 7. Mai  | František Koláček                   | tschechischer Geograph und Hochschullehrer, Widerstandskämpfer gegen das NS-Regime                                                      | 60    |       |
| 7. Mai  | Alfred Francis Přibram              | österreichisch-britischer Historiker und Universitätsprofessor                                                                          | 82    |       |
| 7. Mai  | Georg Valentin Wambsganß            | deutscher Politiker und protestantischer Pfarrer                                                                                        | 62    |       |
| 7. Mai  | Felix Weingartner                   | österreichischer Dirigent, Komponist, Pianist und Schriftsteller                                                                        | 78    |       |
| 8. Mai  | Félix Bonjour                       | Schweizer Politiker (FDP) | 83    |       |
| 8. Mai  | Hatta Yoichi                        | japanischer Wasserbauingenieur | 56    |       |
| 8. Mai  | Ivan Mitchell                       | kanadischer Eishockeytorwart | 48    |       |
| 8. Mai  | Nikolai Reek                        | estnischer Generalleutnant und Verteidigungsminister (1927–1928; 1939–1940)                                                             | 52    |       |
| 9. Mai  | Hans Doerfler                       | deutscher Chirurg | 79    |       |
| 9. Mai  | Joachim von Görne                   | deutscher Verwaltungsjurist | 43    |       |
| 9. Mai  | Carl Joest                          | deutscher Rittergutsbesitzer, Unternehmer und Politiker                                                                                 | 83    |       |
| 9. Mai  | Irene Kafka                         | Übersetzerin | 53    |       |
| 9. Mai  | Johannes Noack                      | deutscher evangelischer Pfarrer | 63    |       |
| 9. Mai  | Gustav von Rohden                   | deutscher evangelischer Theologe, Gefängnisgeistlicher und Buchautor                                                                    | 87    |       |
| 9. Mai  | William Ellery Sweet                | US-amerikanischer Politiker | 73    |       |
| 10. Mai | William Marsden                     | britischer Sportschütze | 81    |       |
| 10. Mai | Else Rauch                          | deutsche Lehrerin und NS-Opfer | 53    |       |
| 10. Mai | Franz Ruschka                       | österreichischer Entomologe und Jurist                                                                                                  | 59    |       |
| 10. Mai | Werner Schwarz                      | deutscher Politiker (NSDAP), MdR, MdL                                                                                                   | 40    |       |
| 10. Mai | Siegfried Schwela                   | deutscher SS-Standortarzt im KZ Auschwitz                                                                                               | 37    |       |
| 11. Mai | Maxime de Bousies                   | belgischer Politiker, Anwalt und Mitglied des Internationalen Olympischen Komitees                                                      | 76    |       |
| 11. Mai | Karl Wilhelm Dahl                   | deutscher Landschaftsmaler der Düsseldorfer Schule                                                                                      | 72    |       |
| 11. Mai | Helena Forti                        | deutsche Opernsängerin (Sopran) | 57    |       |
| 11. Mai | Hagiwara Sakutarō                   | japanischer Schriftsteller | 55    |       |
| 12. Mai | Tancrède Bastet                     | französischer Maler | 84    |       |
| 12. Mai | Jēkabs Bukse                        | lettischer Radrennfahrer | 62    |       |
| 12. Mai | Joseph Cattaui                      | ägyptischer Geschäftsmann und Politiker                                                                                                 | 80    |       |
| 12. Mai | Otto Feldmann                       | deutscher Grafiker, Maler und Galerist                                                                                                  | 61    |       |
| 12. Mai | Thea Graziella                      | deutsche Schriftstellerin | 60    |       |
| 12. Mai | Hubert Utterback                    | US-amerikanischer Jurist und Politiker                                                                                                  | 61    |       |
| 13. Mai | Ronald Kidd                         | britischer Bürgerrechtler | 52    |       |
| 14. Mai | Frank Churchill                     | US-amerikanischer Filmmusikkomponist | 40    |       |
| 14. Mai | Lothar Enderlein                    | deutscher Pädagoge und Heimatforscher                                                                                                   | 61    |       |
| 14. Mai | Max Hermann Ramdohr                 | deutscher Jurist | 77    |       |
| 14. Mai | Johann Spissak                      | österreichischer Arbeiterdichter | 53    |       |
| 14. Mai | Jean-Emile Tamini                   | Schweizer Geistlicher, Lehrer und Historiker                                                                                            | 69    |       |
| 14. Mai | William John Young                  | britisch-australischer Biochemiker | 64    |       |
| 15. Mai | Robert Barth                        | deutscher Politiker (NSDAP), Oberbürgermeister von Mainz (1934–1942)                                                                    | 42    |       |
| 15. Mai | Selma Grünewald                     | jüdisches Opfer des Nationalsozialismus                                                                                                 | 42    |       |
| 15. Mai | Friedrich von der Mühll             | Schweizer Althistoriker und Gymnasiallehrer                                                                                             | 59    |       |
| 15. Mai | Carl Röver                          | deutscher Politiker (NSDAP), MdR, Reichsstatthalter in Bremen und Oldenburg                                                             | 53    |       |
| 15. Mai | Felix De Roy                        | belgischer Astronom | 58    |       |
| 15. Mai | Horst Schöttler                     | deutscher Unternehmer und Schriftsteller                                                                                                | 68    |       |
| 16. Mai | Franz Beyer                         | pommerscher Orgelbauer | 76    |       |
| 16. Mai | Ernst Heilborn                      | deutscher Schriftsteller, Kritiker und Publizist                                                                                        | 74    |       |
| 16. Mai | Rudolf Emil Hellmund                | deutsch-amerikanischer Elektrotechniker                                                                                                 | 63    |       |
| 16. Mai | Kaneko Kentarō                      | japanischer Politiker | 89    |       |
| 16. Mai | Bronisław Malinowski                | britischer Sozialanthropologe, Begründer des britischen Funktionalismus                                                                 | 58    |       |
| 17. Mai | Cipri Adolf Bermann                 | deutscher Bildhauer | 79    |       |
| 17. Mai | Heinrich Danneel                    | deutscher Physikochemiker und Hochschullehrer                                                                                           | 75    |       |
| 17. Mai | Anton Gebert                        | deutscher Geistlicher und politisches Opfer des Nationalsozialismus                                                                     | 57    |       |
| 17. Mai | Alfred Hollins                      | blinder englischer Organist, Pianist, Komponist und Musikdozent                                                                         | 76    |       |
| 17. Mai | Iwan Oldekop                        | deutscher Marineoffizier, zuletzt Admiral der Reichsmarine                                                                              | 64    |       |
| 18. Mai | Patrick J. Boland                   | US-amerikanischer Politiker | 62    |       |
| 18. Mai | Theodor Helten                      | deutscher Geistlicher und NS-Opfer | 45    |       |
| 18. Mai | Raymond Bartlett Stevens            | US-amerikanischer Politiker | 67    |       |
| 19. Mai | Alfred Baudrillart                  | französischer Geistlicher, Kardinal der römisch-katholischen Kirche                                                                     | 83    |       |
| 19. Mai | Robert Beltz                        | deutscher Prähistoriker | 88    |       |
| 19. Mai | Joachim Karl Johann Dubbels         | evangelischer Theologe | 65    |       |
| 19. Mai | Hale Hamilton                       | US-amerikanischer Schauspieler | 63    |       |
| 19. Mai | Georg Friedrich Hornung             | deutscher Kommunist, Widerstandskämpfer und Opfer des NS-Regimes                                                                        | 51    |       |
| 19. Mai | Joseph Larmor                       | irischer Physiker und Mathematiker | 84    |       |
| 19. Mai | Albert Peppler                      | deutscher Meteorologe | 60    |       |
| 19. Mai | Hans Joachim Stoevesandt            | deutscher NSDAP-Funktionär, Mitglied des Provinziallandtages der Provinz Hessen-Nassau                                                  | 37    |       |
| 19. Mai | Albert Warren Tillinghast           | US-amerikanischer Golfarchitekt | 68    |       |
| 19. Mai | Hermann Vitzthum von Eckstädt       | deutscher Jurist und Arachnologe | 66    |       |
| 19. Mai | Arthur Edward Waite                 | US-amerikanischer Okkultist | 84    |       |
| 19. Mai | Otto Wittig                         | deutscher Architekt | 82    |       |
| 20. Mai | John D. Craddock                    | US-amerikanischer Politiker | 60    |       |
| 20. Mai | Otto von Dandl                      | bayerischer Jurist und Politiker | 74    |       |
| 20. Mai | Charles E. Dietrich                 | US-amerikanischer Politiker | 52    |       |
| 20. Mai | John Goodall                        | englischer Fußballspieler, Fußballtrainer und Cricketspieler                                                                            | 78    |       |
| 20. Mai | Hector Guimard                      | französischer Architekt | 75    |       |
| 20. Mai | Josef Löbel                         | böhmischer Arzt und Schriftsteller | 60    |       |
| 20. Mai | Nini Roll Anker                     | norwegische Schriftstellerin | 69    |       |
| 21. Mai | George Antonius                     | arabischer Historiker des arabischen Nationalismus                                                                                      | 50    |       |
| 21. Mai | Arthur Emmerlich                    | deutscher Widerstandskämpfer gegen den Nationalsozialismus                                                                              | 34    |       |
| 21. Mai | Otto Foltz                          | österreichischer Politiker (GdP), Landtagsabgeordneter                                                                                  | 53    |       |
| 21. Mai | Alfred Grünberg                     | deutscher Arbeiter und Widerstandskämpfer gegen den Nationalsozialismus                                                                 | 41    |       |
| 21. Mai | Robert-Georg von Malapert-Neufville | deutscher Offizier, zuletzt Hauptmann der deutschen Luftwaffe                                                                           | 29    |       |
| 21. Mai | Kurt Steffelbauer                   | Lehrer und Widerstandskämpfer gegen den Nationalsozialismus                                                                             | 52    |       |
| 21. Mai | Tone Tomšič                         | jugoslawischer Kommunist und Widerstandskämpfer                                                                                         | 31    |       |
| 21. Mai | Fritz Zängl                         | deutscher Skilangläufer | 27    |       |
| 22. Mai | Stjepan Filipović                   | jugoslawischer Widerstandskämpfer | 26    |       |
| 22. Mai | Friedrich Holste                    | deutscher Prähistoriker | 34    |       |
| 22. Mai | Rade Končar                         | jugoslawischer Politiker und Partisan                                                                                                   | 30    |       |
| 22. Mai | Eugen von Lotzbeck                  | deutscher Springreiter | 60    |       |
| 23. Mai | Henrik Agersborg                    | norwegischer Segler | 69    |       |
| 23. Mai | Charles Robert Ashbee               | englischer Architekt | 79    |       |
| 23. Mai | Harald Lie                          | norwegischer Komponist | 39    |       |
| 23. Mai | André Pican                         | französischer Kommunist und Widerstandskämpfer gegen den Nationalsozialismus                                                            | 40    |       |
| 23. Mai | Georges Politzer                    | französischer Philosoph und marxistischer Theoretiker                                                                                   | 39    |       |
| 24. Mai | Paul Arndt                          | deutscher Nationalökonom | 71    |       |
| 24. Mai | Ludwig Ascher                       | deutscher Mediziner, Sozialhygieniker                                                                                                   | 76    |       |
| 24. Mai | Ivan Horbaczewski                   | galizisch-österreichisch-ukrainischer Politiker, Gesundheitsminister Österreichs                                                        | 88    |       |
| 24. Mai | Elmar Laaman                        | estnischer Fußballspieler | 36    |       |
| 24. Mai | Billy MacKinnon                     | schottischer Fußballspieler | 90    |       |
| 24. Mai | Adolf Neeff                         | deutscher Jurist und Schriftsteller | 71    |       |
| 25. Mai | Therese Biedermann                  | österreichische Sängerin | 78    |       |
| 25. Mai | Friedrich Bloch                     | deutscher Bergingenieur | 52    |       |
| 25. Mai | Alexander Elster                    | deutscher Jurist und Verlagsdirektor | 65    |       |
| 25. Mai | Emanuel Feuermann                   | österreichisch-deutscher Cellist | 39    |       |
| 25. Mai | Henri Henneberg                     | Schweizer Radrennfahrer | 65    |       |
| 25. Mai | Ewald Klein                         | Widerstandskämpfer | 43    |       |
| 25. Mai | Kusma Petrowitsch Podlas            | sowjetischer Generalleutnant | 48    |       |
| 25. Mai | Sophie Schneider                    | deutsche Malerin | 75    |       |
| 26. Mai | Melanie Karoline Adler              | österreichische Ärztin und Opfer des Holocausts                                                                                         | 54    |       |
| 26. Mai | Josef Barwig                        | deutscher Politiker (NSDAP), MdR | 32    |       |
| 26. Mai | Elsa Bienenfeld                     | österreichische Musikhistorikerin und Musikkritikerin                                                                                   | 64    |       |
| 26. Mai | Leonid Wassiljewitsch Bobkin        | sowjetischer General | 48    |       |
| 26. Mai | John R. Brinkley                    | US-amerikanischer Quacksalber | 56    |       |
| 26. Mai | Eva Chamberlain                     | Tochter von Richard und Cosima Wagner, Gattin von                                                                                       | 75    |       |
| 26. Mai | Emil Ernst                          | deutscher Astronom | 52    |       |
| 26. Mai | Rudolf Gomperz                      | österreichischer Bauingenieur und Fremdenverkehrspionier                                                                                | 64    |       |
| 26. Mai | Fjodor Jakowlewitsch Kostenko       | sowjetischer Generalleutnant | 46    |       |
| 26. Mai | Jan Maria Michał Kowalski           | Bischof der Altkatholischen Kirche der Mariaviten, später der Katholischen Kirche der Mariaviten                                        | 70    |       |
| 26. Mai | Georg Victor Mendel                 | deutscher Regisseur, Kameramann, Drehbuchautor, Filmkritiker und Szenenbildner                                                          | 60    |       |
| 26. Mai | Frederick Ruckstull                 | französisch-US-amerikanischer Bildhauer und Kunstkritiker                                                                               | 89    |       |
| 26. Mai | Marianne Saxl-Deutsch               | österreichische Malerin, Grafikerin und Kunstgewerblerin                                                                                | 56    |       |
| 26. Mai | Jerzy Sosnowski                     | polnischer Major und Agent des polnischen Geheimdienstes                                                                                | 45    |       |
| 27. Mai | Dschek Altausen                     | sowjetischer Schriftsteller | 34    |       |
| 27. Mai | Chen Duxiu                          | Gründungsmitglied und erster Vorsitzender der Kommunistischen Partei Chinas                                                             | 62    |       |
| 27. Mai | Dobiesław Doborzyński               | polnischer Physiker und NS-Opfer | 37    |       |
| 27. Mai | Hermann Haber                       | deutscher Maler, Zeichner und Karikaturist                                                                                              | 56    |       |
| 27. Mai | Max Ostermayer                      | deutscher Kaufmann, Ehrenbürger von Emmerich am Rhein                                                                                   | 81    |       |
| 27. Mai | Ernst Ludwig Pies                   | deutscher Politiker (NSDAP), MdR | 57    |       |
| 27. Mai | Pierre Ramus                        | Aktivist und Theoretiker des Anarchismus und Pazifismus                                                                                 | 60    |       |
| 27. Mai | Karl Wenzl                          | deutscher Politiker (NSDAP), MdR | 38    |       |
| 28. Mai | Giulio Bertoni                      | italienischer Schriftsteller | 63    |       |
| 28. Mai | Karl Busch                          | deutscher Journalist, Schriftsteller und Politiker (NSDAP), MdL                                                                         | 42    |       |
| 28. Mai | Berthold Cahn                       | deutscher Anarchist, Lagerarbeiter und Hausdiener                                                                                       |       |       |
| 28. Mai | Johannes Jacobsohn                  | deutscher Chasan (Kantor) in Berlin | 52    |       |
| 28. Mai | Władysław Karaś                     | polnischer Sportschütze | 48    |       |
| 28. Mai | August Kerem                        | estnischer Politiker, Mitglied des Riigikogu und Agronom                                                                                | 52    |       |
| 28. Mai | Rosa Menzer                         | Antifaschistin und Arbeiterfunktionärin                                                                                                 | 56    |       |
| 28. Mai | Heinz Müller-Hoppenworth            | deutscher Verwaltungsjurist und Landrat                                                                                                 | 35    |       |
| 28. Mai | Bernhard Pierburg                   | deutscher Unternehmer | 73    |       |
| 29. Mai | John Barrymore                      | US-amerikanischer Schauspieler | 60    |       |
| 29. Mai | Berthold Fuchs                      | österreichischer Politiker (SDAP), Landtagsabgeordneter                                                                                 | 74    |       |
| 29. Mai | Heinrich Hemmer                     | deutscher Staatsbeamter | 56    |       |
| 29. Mai | Emil Messner                        | Schweizer Ballon-Pionier | 66    |       |
| 29. Mai | Josef Perscheid                     | deutsch-österreichischer Pressefotograf                                                                                                 | 64    |       |
| 29. Mai | August von Rospatt                  | deutscher Verwaltungsbeamter, Rittergutsbesitzer und Parlamentarier                                                                     | 73    |       |
| 29. Mai | Yosano Akiko                        | japanische Dichterin, Feministin, Kritikerin                                                                                            | 63    |       |
| 30. Mai | Jacques Decour                      | französischer Autor und Widerstandskämpfer                                                                                              | 32    |       |
| 30. Mai | Anton Karl Gebauer                  | österreichischer Lehrer, Asienforscher, Reisender, Ethnograph und Schriftsteller                                                        | 69    |       |
| 30. Mai | Georg von Guenther                  | deutscher Verwaltungsbeamter | 83    |       |
| 30. Mai | Carl Hauß                           | deutscher Verwaltungsjurist und Präsident des Reichspatentamtes                                                                         | 87    |       |
| 30. Mai | William E. Hull                     | US-amerikanischer Politiker | 76    |       |
| 30. Mai | John H. Morehead                    | US-amerikanischer Politiker (Demokratische Partei) und Gouverneur von Nebraska                                                          | 80    |       |
| 30. Mai | Edmund Yard Robbins                 | US-amerikanischer Klassischer Philologe                                                                                                 | 74    |       |
| 30. Mai | Boris Feoktistowitsch Safonow       | sowjetischer Pilot | 26    |       |
| 30. Mai | Carl Thaulow                        | norwegischer Segler | 66    |       |
| 31. Mai | Adolf von Kries                     | preußischer Generalleutnant | 91    |       |
| 31. Mai | Joe Poston                          | US-amerikanischer Jazzmusiker (Altsaxophon, Klarinette)                                                                                 | 46    |       |
| 31. Mai | Raphael Weichbrodt                  | deutscher Psychiater, Neurologe und Hochschullehrer                                                                                     | 55    |       |
|         | Henriette Arndt                     | deutsche Lehrerin |       |       |
|         | Jürgen Bertelsmann                  | deutscher Maler und Grafiker | 29    |       |
|         | Fritz Bockhorn                      | Schweizer Politiker und Unternehmer |       |       |
|         | Gustav Kron                         | deutscher Lehrer und Vorbeter | 64    |       |

## Juni
| Tag      | Name                                       | Beruf, bekannt als                                                                                           | Alter | Beleg |
| -------- | ------------------------------------------ | --- | ----- | ----- |
| 1. Juni  | Grete Forst                                | österreichische Sopranistin                                                                                  | 63    |       |
| 1. Juni  | Lili Grün                                  | österreichische Schriftstellerin und Schauspielerin zur Zeit der Weimarer Republik                           | 38    |       |
| 1. Juni  | Edwin C. Hahn                              | US-amerikanischer Filmtechniker                                                                              | 53    |       |
| 1. Juni  | Alma Johanna Koenig                        | österreichische Lyrikerin und Erzählerin jüdischer Konfession                                                | 54    |       |
| 1. Juni  | Ernst Krause                               | deutscher Sanitätsoffizier und Botaniker                                                                     | 82    |       |
| 1. Juni  | Nanny Lambrecht                            | deutsche Schriftstellerin                                                                                    | 74    |       |
| 1. Juni  | Karl Lasch                                 | deutscher Volkswirtschaftler und Jurist                                                                      | 37    |       |
| 1. Juni  | Ernest Pingoud                             | finnischer Komponist                                                                                         | 54    |       |
| 1. Juni  | Wladimir Saimow                            | bulgarischer Politiker und Generaloberst                                                                     | 53    |       |
| 1. Juni  | Meta Scheele                               | deutsche Schriftstellerin und Historikerin                                                                   | 37    |       |
| 1. Juni  | David Solomonowitsch Schor                 | russisch-jüdischer Pianist und Musikpädagoge                                                                 |       |       |
| 1. Juni  | Vladislav Vančura                          | tschechischer Schriftsteller, Dramatiker, Filmregisseur und Arzt                                             | 50    |       |
| 1. Juni  | Jonas Vileišis                             | litauischer Politiker und Jurist                                                                             | 70    |       |
| 1. Juni  | Johann Wanner                              | österreichischer Widerstandskämpfer gegen das NS-Regime                                                      | 23    |       |
| 1. Juni  | Alfred Wehmeyer                            | deutscher Luftwaffen-Offizier, zuletzt Oberleutnant im Zweiten Weltkrieg                                     | 23    |       |
| 2. Juni  | Bunny Berigan                              | US-amerikanischer Jazztrompeter                                                                              | 33    |       |
| 2. Juni  | Josef Eppich                               | Gottscheer Priester und Publizist                                                                            | 68    |       |
| 2. Juni  | Andrew Russell Forsyth                     | britischer Mathematiker                                                                                      | 83    |       |
| 2. Juni  | Helene Neumann                             | deutsche Künstlerin                                                                                          | 68    |       |
| 2. Juni  | Neeme Ruus                                 | kommunistischer estnischer Politiker                                                                         | 30    |       |
| 2. Juni  | Christian Frederik von Schalburg           | dänischer SS-Offizier, Führer der dänischen Freiwilligen in der Waffen-SS                                    | 36    |       |
| 3. Juni  | Hans Altwegg                               | Schweizer Chemiker                                                                                           | 60    |       |
| 3. Juni  | František Josef Čečetka                    | tschechischer Schriftsteller historischer Romane und Dramen für Jugendliche                                  | 71    |       |
| 3. Juni  | Carl zu Dohna-Schlobitten                  | deutscher Rittergutsbesitzer und Verwaltungsbeamter                                                          | 85    |       |
| 3. Juni  | Everis A. Hayes                            | US-amerikanischer Politiker                                                                                  | 87    |       |
| 3. Juni  | Bengt Heyman                               | schwedischer Segler                                                                                          | 58    |       |
| 3. Juni  | Leo Katzenberger                           | deutsch-jüdischer Geschäftsmann                                                                              | 68    |       |
| 4. Juni  | Eusebio Ayala                              | paraguayischer Präsident                                                                                     | 66    |       |
| 4. Juni  | Mordechaj Gebirtig                         | polnischer Poet und Komponist                                                                                | 65    |       |
| 4. Juni  | Halina Górska                              | polnische Schriftstellerin                                                                                   | 44    |       |
| 4. Juni  | Reinhard Heydrich                          | deutscher Politiker (NSDAP), MdR, SS-Funktionär, Initiator der Wannseekonferenz („Endlösung der Judenfrage“) | 38    |       |
| 4. Juni  | Fritz Klawitter                            | deutscher Schiffsbauingenieur und Werftbesitzer                                                              | 76    |       |
| 4. Juni  | Abraham Neumann                            | polnischer Maler                                                                                             | 69    |       |
| 4. Juni  | Kurt Oettinger                             | deutscher Richter und Opfer des Nationalsozialismus                                                          | 65    |       |
| 5. Juni  | István Abonyi                              | ungarischer Schachspieler und -funktionär                                                                    | 55    |       |
| 5. Juni  | Michael Berolzheimer                       | deutscher Rechtsanwalt und Kunstsammler                                                                      | 76    |       |
| 5. Juni  | Herbert Bochow                             | deutscher Kommunist und Widerstandskämpfer                                                                   | 35    |       |
| 5. Juni  | Gérard Hekking                             | französischer Cellist und Musikpädagoge                                                                      | 62    |       |
| 5. Juni  | Albert Hensel                              | deutscher Widerstandskämpfer                                                                                 | 47    |       |
| 5. Juni  | Jaan Hünerson                              | estnischer Politiker, Mitglied des Riigikogu und Agronom                                                     | 60    |       |
| 5. Juni  | Eleftherios Kiosses                        | griechischer Widerstandskämpfer gegen den Nationalsozialismus                                                |       |       |
| 5. Juni  | Jaromír Šámal                              | tschechoslowakischer Entomologe und Widerständler                                                            | 41    |       |
| 5. Juni  | Fritz Schulze                              | deutscher Maler und Widerstandskämpfer gegen den Nationalsozialismus                                         | 39    |       |
| 5. Juni  | Karl Stein                                 | deutscher Widerstandskämpfer                                                                                 | 40    |       |
| 6. Juni  | Emil Goldmann                              | österreichischer Rechtshistoriker                                                                            | 69    |       |
| 6. Juni  | George Andrew Reisner                      | US-amerikanischer Ägyptologe                                                                                 | 74    |       |
| 6. Juni  | Julius Söhnlein                            | deutscher Ingenieur und Erfinder                                                                             | 85    |       |
| 6. Juni  | Harald Tammer                              | estnischer Gewichtheber und Leichtathlet                                                                     | 43    |       |
| 7. Juni  | Alan Blumlein                              | englischer Erfinder                                                                                          | 38    |       |
| 7. Juni  | Adolf Laser                                | österreichischer Politiker (SdP), Abgeordneter zum Nationalrat, Mitglied des Bundesrates                     | 63    |       |
| 7. Juni  | Wjatscheslaw Prokopowytsch                 | ukrainischer Politiker, Publizist und Historiker                                                             | 60    |       |
| 7. Juni  | Bruno Sorich                               | italienischer Ruderer                                                                                        | 38    |       |
| 7. Juni  | Gustav Wegner                              | deutscher Leichtathlet                                                                                       | 39    |       |
| 8. Juni  | Ferdinand Holzach                          | Schweizer Historiker                                                                                         |       |       |
| 8. Juni  | William Mellor                             | britischer Journalist                                                                                        | 53    |       |
| 8. Juni  | Wilhelm Zaeringer                          | deutscher Ingenieur und Manager der Schachtbauindustrie                                                      | 68    |       |
| 9. Juni  | František Erben                            | tschechoslowakischer Kunstturner                                                                             | 67    |       |
| 9. Juni  | Sylvia Elvira Klar                         | deutsche Widerstandskämpferin                                                                                | 57    |       |
| 9. Juni  | John Edmond Mansion                        | britischer Romanist, Anglist und Lexikograf französischer Herkunft                                           | 71    |       |
| 9. Juni  | Ferdinand Marian                           | österreichischer Opernsänger (Bass), Gesangspädagoge und Theaterregisseur                                    | 83    |       |
| 9. Juni  | Maurice Wilmotte                           | belgischer Romanist und Mediävist                                                                            | 80    |       |
| 10. Juni | George Comings                             | US-amerikanischer Politiker                                                                                  | 93    |       |
| 10. Juni | Edward W. Gray                             | US-amerikanischer Politiker                                                                                  | 71    |       |
| 10. Juni | Gustav Gull                                | Schweizer Architekt                                                                                          | 83    |       |
| 10. Juni | Fritz Hirsch                               | deutscher Schauspieler und Theaterleiter                                                                     | 54    |       |
| 10. Juni | Irene Jerusalem                            | österreichische Lehrerin                                                                                     | 59    |       |
| 10. Juni | Viktor Robitsek                            | österreichischer Geiger und langjähriges Mitglied der Wiener Philharmoniker                                  | 65    |       |
| 11. Juni | Herbert Baum                               | deutsch-jüdischer Widerstandskämpfer gegen den Nationalsozialismus                                           | 30    |       |
| 11. Juni | Marie Alexandrine Becker                   | belgische Serienmörderin                                                                                     | 62    |       |
| 11. Juni | Charles Berthézenne                        | französischer Politiker, Mitglied der Nationalversammlung                                                    | 71    |       |
| 11. Juni | Michael Kitzelmann                         | deutscher Offizier, wurde wegen Wehrkraftzersetzung hingerichtet                                             | 26    |       |
| 11. Juni | Hermann Kobold                             | deutscher Astronom                                                                                           | 83    |       |
| 11. Juni | August Hermann Schmidt                     | deutscher Architekt                                                                                          | 83    |       |
| 11. Juni | Hermann von Trenkwald                      | österreichischer Kunsthistoriker                                                                             | 76    |       |
| 12. Juni | Friedrich Brauns                           | deutscher Architekt                                                                                          | 72    |       |
| 12. Juni | Ernst Heuser                               | deutscher Komponist, Pianist und Musikpädagoge                                                               | 79    |       |
| 12. Juni | Fritz Hoffmann                             | deutscher Arbeiterfunktionär und antifaschistischer Widerstandskämpfer                                       | 35    |       |
| 12. Juni | Ludwig Klingemann                          | deutscher Maurer und Arbeiterführer                                                                          | 55    |       |
| 12. Juni | Walter Leigh                               | britischer Komponist und Pianist                                                                             | 36    |       |
| 12. Juni | Jakob Roos                                 | deutscher Politiker, Landtagsabgeordneter Volksstaat Hessen                                                  | 74    |       |
| 12. Juni | Władysław Tempka                           | polnischer Rechtsanwalt und Politiker                                                                        | 52    |       |
| 13. Juni | Lucius Wolcott Hitchcock                   | US-amerikanischer Maler, Illustrator und Kunstpädagoge                                                       | 73    |       |
| 13. Juni | Ferenc Rózsa                               | ungarischer Politiker, Redakteur und Widerstandskämpfer                                                      | 35    |       |
| 13. Juni | Joaquín Sánchez de Toca Calvo              | Ministerpräsident von Spanien                                                                                | 89    |       |
| 13. Juni | Hermann Weimer                             | deutscher Pädagoge und Psychologe                                                                            | 70    |       |
| 14. Juni | Joseph E. Baird                            | US-amerikanischer Politiker                                                                                  | 76    |       |
| 14. Juni | Friedrich Braun                            | Germanist und Altphilologe                                                                                   | 79    |       |
| 14. Juni | George Lathan                              | britischer Gewerkschafter und Politiker (Labour Party)                                                       | 66    |       |
| 14. Juni | Konstantin Rieder                          | österreichischer Kaufmann und Politiker                                                                      | 73    |       |
| 14. Juni | Fritz Seemann                              | tschechoslowakischer Journalist und Komponist                                                                | 42    |       |
| 14. Juni | Heinrich Vogeler                           | deutscher Maler, Grafiker, Architekt, Designer, Pädagoge, Schriftsteller und Sozialist                       | 69    |       |
| 14. Juni | Lilian Weiß                                | deutsche Stummfilmschauspielerin                                                                             | 36    |       |
| 14. Juni | Werner Widmayer                            | deutscher Fußballspieler                                                                                     | 33    |       |
| 15. Juni | Karl von Banhans                           | österreichischer Jurist und Politiker                                                                        | 81    |       |
| 15. Juni | Hans Dammann                               | deutscher Bildhauer                                                                                          | 74    |       |
| 15. Juni | Wera Nikolajewna Figner                    | russische Revolutionärin                                                                                     | 89    |       |
| 15. Juni | Constantin von Flondor                     | rumänischer Diplomat und Politiker                                                                           | 53    |       |
| 15. Juni | Franz Adolf von Gordon                     | preußischer Gutsbesitzer und Politiker                                                                       | 76    |       |
| 15. Juni | Elfriede Grünberg                          | österreichisches Opfer des Holocausts und Namensgebern eines Preises                                         | 13    |       |
| 15. Juni | Hanna Hellmann                             | deutsche Literaturwissenschaftlerin                                                                          | 64    |       |
| 15. Juni | Huberht Hudson                             | britischer Marineoffizier und Polarforscher                                                                  | 55    |       |
| 15. Juni | Maximilian Schreier                        | österreichischer Journalist und Politiker                                                                    | 65    |       |
| 15. Juni | Leopold Steinbatz                          | österreichischer Jagdflieger                                                                                 | 23    |       |
| 16. Juni | Therese Blunck                             | deutsche Fürsorgerin                                                                                         | 67    |       |
| 16. Juni | Lucien Boyer                               | französischer Chansonnier und Komponist                                                                      | 66    |       |
| 16. Juni | Émile Chaumont                             | belgischer Geiger und Musikpädagoge                                                                          | 64    |       |
| 16. Juni | George Miller Calhoun                      | US-amerikanischer Klassischer Philologe                                                                      | 56    |       |
| 16. Juni | Karel Pařík                                | tschechischer Architekt                                                                                      | 84    |       |
| 16. Juni | George E. Waldo                            | US-amerikanischer Jurist und Politiker                                                                       | 91    |       |
| 17. Juni | Christian Friedrich Eilfeld                | deutscher Uhrmacher und Entwickler der Metallspinndüse                                                       | 74    |       |
| 17. Juni | Else Feldmann                              | österreichische Schriftstellerin und Journalistin, jüd. Nazi-Opfer                                           | 58    |       |
| 17. Juni | Charles Fitzpatrick                        | kanadischer Richter, Vorsitzender des Obersten Gerichtshofes, Vizegouverneur von Québec                      | 88    |       |
| 17. Juni | Heinrich Forsthoff                         | deutscher evangelischer Theologe                                                                             | 71    |       |
| 17. Juni | Franz Lehmann                              | deutscher Agrar- und Tierernährungswissenschaftler sowie Hochschullehrer                                     | 82    |       |
| 18. Juni | Daniel Alomía Robles                       | peruanischer Musikwissenschaftler und Komponist von Opern und Zarzuelas                                      | 71    |       |
| 18. Juni | William Alanson Bryan                      | US-amerikanischer Zoologe, Ornithologe, Naturforscher und Museumsdirektor                                    | 66    |       |
| 18. Juni | Richard Daniel                             | deutscher Architekt und Politiker (KPD)                                                                      | 50    |       |
| 18. Juni | Eberhard Dennert                           | deutscher Naturforscher, Gründer des Keplerbundes                                                            | 80    |       |
| 18. Juni | Jozef Gabčík                               | tschechoslowakischer Widerstandskämpfer                                                                      | 30    |       |
| 18. Juni | Adolf Hühnlein                             | deutscher Politiker (NSDAP), MdR, Führer des Nationalsozialistisches Kraftfahrerkorps (NSKK)                 | 60    |       |
| 18. Juni | Jan Kubiš                                  | tschechoslowakischer Widerstandskämpfer                                                                      | 28    |       |
| 18. Juni | Adolf Opálka                               | tschechoslowakischer Soldat                                                                                  | 27    |       |
| 18. Juni | Josef Valčík                               | tschechoslowakischer Widerstandskämpfer                                                                      | 27    |       |
| 19. Juni | Henry H. Blood                             | US-amerikanischer Politiker                                                                                  | 69    |       |
| 19. Juni | Alois Eliáš                                | tschechischer General und Politiker, Ministerpräsident des Protektorats Böhmen und Mähren                    | 51    |       |
| 19. Juni | Adolf Franke                               | deutscher Mikropaläontologe                                                                                  | 81    |       |
| 19. Juni | Frank Irons                                | US-amerikanischer Leichtathlet                                                                               | 56    |       |
| 19. Juni | Karl Kaser                                 | österreichischer Fotograf                                                                                    | 81    |       |
| 19. Juni | Heinrich Tromm                             | deutscher Soldat und Sportler                                                                                | 46    |       |
| 19. Juni | Teófilo Yldefonso                          | philippinischer Schwimmer und Soldat                                                                         | 39    |       |
| 20. Juni | Henny Deppermann                           | deutsche Landschafts- und Vedutenmalerin                                                                     | 82    |       |
| 20. Juni | Jan Ysbrands Galama                        | niederländischer römisch-katholischer Pfarrer, ermordet im KZ Dachau                                         | 57    |       |
| 20. Juni | Albert Hastreiter                          | deutscher Kommunalpolitiker                                                                                  | 63    |       |
| 20. Juni | August Hättig                              | deutscher römisch-katholischer Geistlicher, Steyler Missionar und Märtyrer                                   | 43    |       |
| 20. Juni | Carl Kaiserling                            | deutscher Pathologe                                                                                          | 73    |       |
| 20. Juni | Gregers Nissen                             | deutscher Fahrradpionier und Radsportfunktionär                                                              | 75    |       |
| 20. Juni | William Schaus                             | US-amerikanischer Entomologe                                                                                 | 84    |       |
| 20. Juni | Alfred Thiel                               | deutscher Chemiker und Hochschullehrer an der Universität Marburg                                            | 63    |       |
| 21. Juni | Frances Dove                               | englisch-britische Schulleiterin und Frauenrechtlerin                                                        | 94    |       |
| 21. Juni | Václav Hošek                               | tschechoslowakischer Leichtathlet und Widerstandskämpfer                                                     | 32    |       |
| 21. Juni | Artur Kauffmann                            | deutscher Politiker (NSDAP), MdR                                                                             | 44    |       |
| 21. Juni | Carl Kühn                                  | deutscher Architekt                                                                                          | 69    |       |
| 21. Juni | Yohannes XIX. von Alexandria               | koptischer Papst                                                                                             |       |       |
| 22. Juni | August Froehlich                           | katholischer Priester, Pfarrer, deutscher Widerstandskämpfer gegen den Nationalsozialismus                   | 51    |       |
| 22. Juni | Julius Kobler                              | deutscher Schauspieler und Theaterregisseur                                                                  | 76    |       |
| 22. Juni | Hermann Rauff                              | deutscher Geologe und Paläontologe                                                                           | 88    |       |
| 22. Juni | Charles Davies Sherborn                    | britischer Zoologe und Taxonom                                                                               | 80    |       |
| 22. Juni | Carmi Thompson                             | US-amerikanischer Politiker, Offizier und Regierungsbeamter                                                  | 71    |       |
| 22. Juni | Fedor Weinschenck                          | polnischer Skirennläufer                                                                                     | 26    |       |
| 22. Juni | Julia Bracken Wendt                        | US-amerikanische Bildhauerin                                                                                 | 74    |       |
| 22. Juni | Franz Zedtwitz                             | deutscher Zoologe und Schriftsteller                                                                         | 36    |       |
| 23. Juni | Albert Gos                                 | Schweizer Musiker, Komponist, Maler und Autor                                                                | 90    |       |
| 23. Juni | Olga Potthast von Minden                   | deutsche Kunstmalerin                                                                                        | 72    |       |
| 23. Juni | Johann Schmidl                             | sudetendeutscher römisch-katholischer Geistlicher und Märtyrer                                               | 39    |       |
| 24. Juni | Ludwig Aschoff                             | deutscher Pathologe                                                                                          | 76    |       |
| 24. Juni | Joachim Astel                              | tschechoslowakischer Rabbiner polnischer Herkunft                                                            | 40    |       |
| 24. Juni | Heinrich König                             | römisch-katholischer Priester und Gegner des nationalsozialistischen Regimes                                 | 42    |       |
| 24. Juni | Josef Páta                                 | tschechischer Slawist mit den Schwerpunkten Sorabistik und Bulgaristik                                       | 55    |       |
| 25. Juni | Gordon Frederick Cummins                   | britischer Serienmörder                                                                                      | 28    |       |
| 25. Juni | Hans Lietzmann                             | evangelischer Theologe                                                                                       | 67    |       |
| 25. Juni | Evžen Rošický                              | tschechischer Leichtathlet, Sportjournalist und Widerstandskämpfer gegen den Nationalsozialismus             | 27    |       |
| 25. Juni | Viktor Senger                              | deutscher Theater- und Filmschauspieler                                                                      | 71    |       |
| 25. Juni | Friedrich Siller                           | deutscher Politiker (WP), MdR                                                                                | 68    |       |
| 26. Juni | Max Föhrenbach                             | deutscher General der Artillerie im Zweiten Weltkrieg                                                        | 70    |       |
| 26. Juni | John W. Garrett                            | US-amerikanischer Diplomat                                                                                   | 70    |       |
| 26. Juni | Carola Neher                               | deutsche Schauspielerin                                                                                      | 41    |       |
| 26. Juni | Gustav Nipkow                              | Schweizer Sportler, Apotheker und Militärpilot                                                               | 27    |       |
| 26. Juni | Agda Östlund                               | schwedische Politikerin und Frauenrechtlerin                                                                 | 72    |       |
| 26. Juni | Zwjatko Radoinow                           | bulgarischer Politiker                                                                                       | 47    |       |
| 26. Juni | Josef Schömer                              | österreichischer Architekt, Baumeister und Kommunalpolitiker                                                 | 84    |       |
| 26. Juni | Gunnar Mascoll Silfverstolpe               | schwedischer Dichter                                                                                         | 49    |       |
| 27. Juni | Ernest Bramah                              | englischer Schriftsteller                                                                                    | 74    |       |
| 27. Juni | Lujo Davičo                                | jugoslawischer Balletkünstler, Choreograph und Tanz-Pädagoge                                                 | 34    |       |
| 27. Juni | John Gary Evans                            | US-amerikanischer Politiker                                                                                  | 78    |       |
| 27. Juni | Walter Odermatt                            | Schweizer Politiker                                                                                          | 66    |       |
| 27. Juni | Ludwig Pfandl                              | deutscher Schriftsteller, Romanist, Hispanist und Historiker                                                 | 60    |       |
| 27. Juni | Aureli Serda-Teodorski                     | Offizier in Polen                                                                                            | 82    |       |
| 27. Juni | Jens Thiis                                 | norwegischer Kunsthistoriker und Museumsdirektor                                                             | 72    |       |
| 28. Juni | Karl Héraucourt                            | preußischer Sanitätsoffizier                                                                                 | 81    |       |
| 28. Juni | Frank Hughes                               | US-amerikanischer Sportschütze                                                                               | 61    |       |
| 28. Juni | Janka Kupala                               | weißrussischer Schriftsteller                                                                                | 59    |       |
| 28. Juni | Elpidius Markötter                         | deutscher Franziskaner, Priester und Magister                                                                | 30    |       |
| 29. Juni | Fritz Bamberger                            | deutscher Unternehmer und Mäzen                                                                              | 79    |       |
| 29. Juni | Pierre Champion                            | französischer Historiker, Mediävist und Romanist                                                             | 62    |       |
| 29. Juni | James W. Horne                             | US-amerikanischer Filmregisseur, Drehbuchautor und Schauspieler                                              | 60    |       |
| 29. Juni | Feliks Kull                                | estnischer Fußballspieler und Hauptmann (Offizier)                                                           | 39    |       |
| 29. Juni | Hugh Shaw-Stewart, 8. Baronet              | schottischer Politiker                                                                                       | 87    |       |
| 29. Juni | Paul Troje                                 | deutscher Kommunalpolitiker                                                                                  | 78    |       |
| 30. Juni | German Bestelmeyer                         | deutscher Architekt und Hochschullehrer                                                                      | 68    |       |
| 30. Juni | Josef Churavý                              | tschechoslowakischer General und Widerstandskämpfer                                                          | 47    |       |
| 30. Juni | Léon Daudet                                | französischer Schriftsteller und politischer Publizist                                                       | 74    |       |
| 30. Juni | Rita Gerszt                                | Kommunistin und Widerstandskämpferin                                                                         | 43    |       |
| 30. Juni | Paul Gossen                                | deutscher Unternehmer                                                                                        | 69    |       |
| 30. Juni | William Henry Jackson                      | US-amerikanischer Fotograf                                                                                   | 99    |       |
| 30. Juni | Maximilian Freiherr Lochner von Hüttenbach | deutscher Land- und Forstwirt, Ehrenbürger der Gemeinde Elten                                                | 82    |       |
| 30. Juni | Abram Manewitsch                           | ukrainisch-weißrussisch-amerikanischer Maler                                                                 | 61    |       |
| 30. Juni | Josef Mašín                                | tschechoslowakischer General und Widerstandskämpfer                                                          | 45    |       |
| 30. Juni | Ludwig von Müller                          | sächsischer General der Kavallerie                                                                           | 87    |       |
| 30. Juni | Celerino Pereira                           | chilenischer Komponist und Pianist                                                                           | 68    |       |
| 30. Juni | Františka Plamínková                       | tschechoslowakische Frauenrechtlerin                                                                         | 67    |       |
| 30. Juni | Max Speter                                 | deutscher Chemiker und Historiker der Chemie                                                                 | 59    |       |
| 30. Juni | Maximilian Zitter                          | österreichischer Eisenbahner und Widerstandskämpfer gegen den Nationalsozialismus                            | 40    |       |
|          | Leo Diet                                   | tschechisch-österreichischer Maler und Erfinder                                                              | 81    |       |
|          | Paula Fürst                                | deutsche Pädagogin                                                                                           | 47    |       |
|          | John Gray                                  | US-amerikanischer Langstreckenläufer                                                                         | 47    |       |
|          | Martha Wertheimer                          | deutsche Pädagogin, Journalistin, Schriftstellerin und Opfer des Holocaust                                   | 51    |       |